# NK Rudar Kamengrad
NK Rudar Kamengrad je bosanskohercegovački nogometni klub iz Donjeg Kamengrada kod Sanskog Mosta.

## Povijest
Klub je osnovan 1957. godine.
U sezoni 2019./20. koja je prekinuta zbog pandemije COVID-19 osvajaju 1. županijsku ligu USŽ i ostvaruju plasman u Drugu ligu FBiH – Zapad. Pobjedom u finalu nad Krajinom iz Cazina (2:1) prvi puta osvajaju Kup USŽ. U sezoni 2022./23. nastupaju u Kupu FBiH.